# Kostel svatého Víta (Brno)
Kostel svatého Víta je zaniklý římskokatolický chrám v Králově Poli v Brně.

## Historie
Farní právo v nově založené vsi Královo Pole přenechal král Václav I. v roce 1243 špitálu na Starém Brně, který byl tehdy rovněž nově zřízen a který následně získali do své správy johanité. Ti zde nejprve zřídili na návsi (dnešní Mojmírovo náměstí) kapli, kterou po několika desetiletích přestavěli na malý kostel, jenž byl vysvěcen 21. června 1279 varmijským biskupem Jindřichem v zastoupení olomouckého biskupa Bruna ze Schauenburku. Ves i s kostelíkem svatého Víta, kolem něhož se nacházel místní hřbitov, od té doby spadala do starobrněnské farnosti, která tehdy sídlila u kostela svatého Václava.
V roce 1598 byl kostel svatého Víta opraven a nově zaklenut. Roku 1638 se Královo Pole dostalo pod správu svatojakubské farnosti a chrám svatého Víta sloužil jako filiální kostel. K velkým změnám došlo v Králově Poli v 80. letech 18. století. Místní kartuziánský klášter byl císařem Josefem II. v roce 1782 zrušen a o rok později došlo k uzavření malého, starého a nevyhovujícího kostelíku na návsi. Filiálním se nově stal bývalý konventní chrám Nejsvětější Trojice (u něj byla v roce 1785 zřízena lokálie a roku 1853 samostatná fara). Kostel svatého Víta byl v roce 1785 zbořen, společně s ním zanikl i hřbitov, který jej obklopoval. V místě kostela byl roku 1791 postaven kamenný kříž, který dodnes jeho umístění na bývalé královopolské návsi, dnešním Mojmírově náměstí, připomíná. Obraz svatého Víta z hlavního oltáře našel útočiště v ambitu kláštera vedle kostela Nejsvětější Trojice.[zdroj⁠?!]

## Galerie

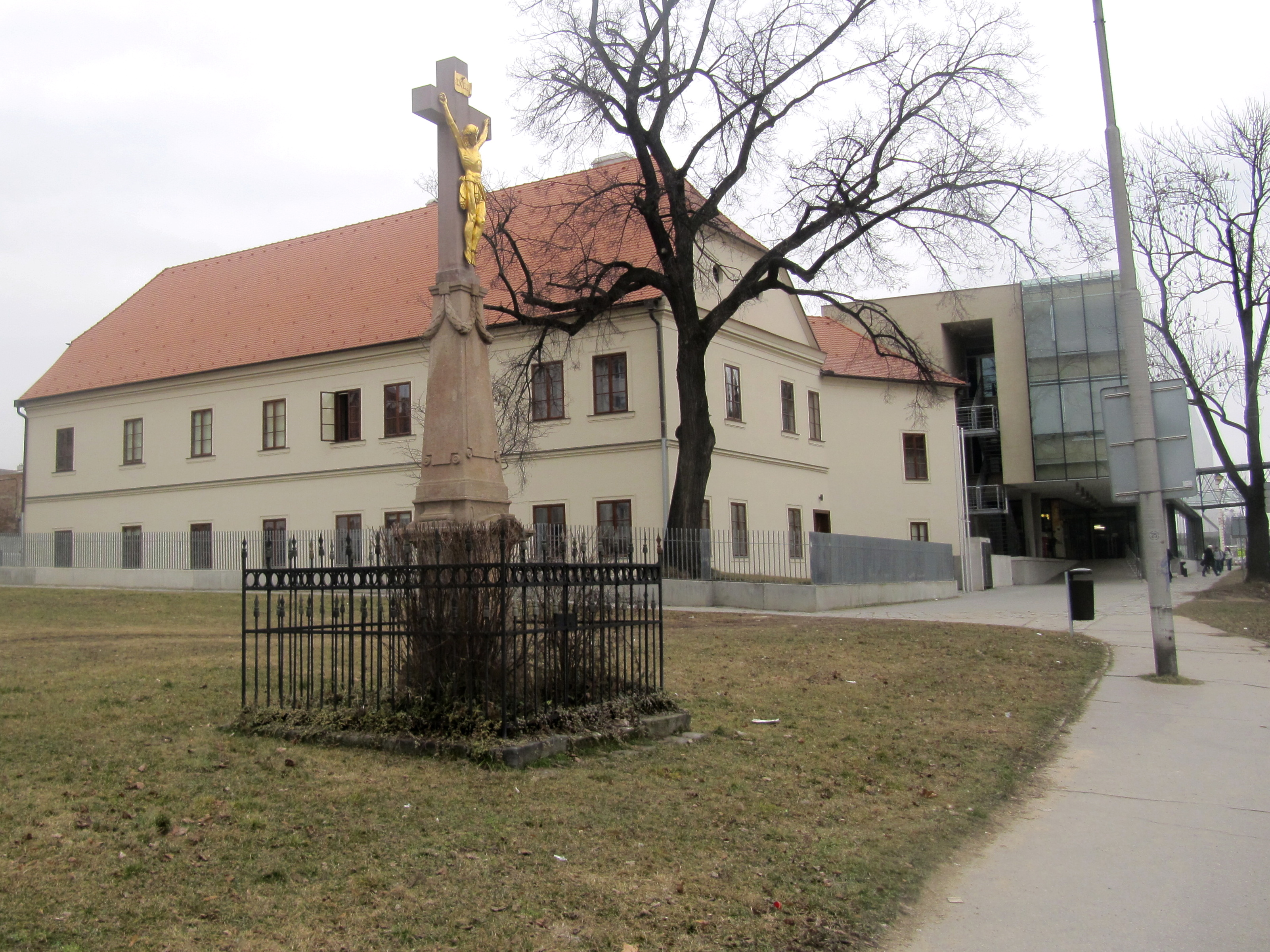
Kříž na Mojmírově náměstí z roku 1791 stojí v místě zbořeného kostela svatého Víta
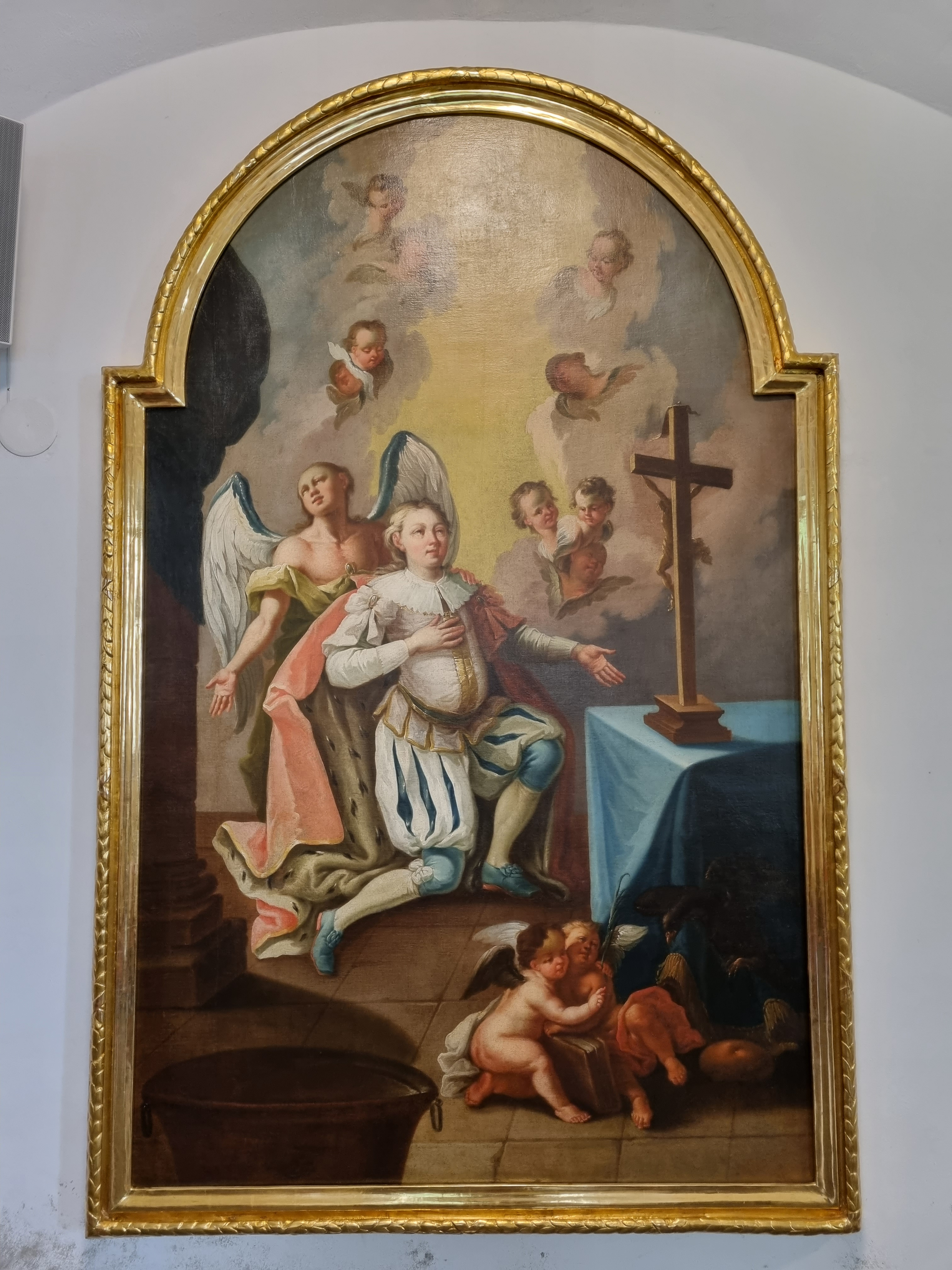
Obraz Modlitba sv. Víta z hlavního oltáře (2. třetina 18. století, Ignác Raab?)